# Теодор Ієронім Любомирський
Князь Теодор Ієронім Любомирський (1720—1761) — державний і військовий діяч Речі Посполитої, генерал коронної гвардії (1749), генерал-лейтенант (1753), чашник великий коронний (1759—1761), старшина богуславський.

## Біографія
Представник польського княжого роду Любомирського герба «Шренява». Син хорунжого великого коронного, князя Єжи Ігнаци Любомирського (1687–1753) від першого шлюбу з Маріанною Бєлінською (бл. 1685–1730).
1749 року Теодор Ієронім Любомирський став полковником коронної гвардії. У 1753 році був переведений в генерал-лейтенанти. В 1759 Теодор Ієронім Любомирський отримав посаду чашника великого коронного. Також йому належало богуславське староство в Україні.
У 1753 році одружився з Елеонорою Малаховською (помер 1761), дочкою канцлера великого коронного графа Яна Малаховського (1698–1762) та Ізабелли Хумієцької (померла 1783), вдови старости парчевського Юзефа Липського. Шлюб був бездітним.